# Wolder
Wolder (anciennement connu sous le nom Wilre et Wilre in den Vroenhof) est un quartier de Maastricht. Jusqu'en 1920, il s'agissait d'un village dans la municipalité de Oud-Vroenhoven, qui a été rattaché en 1920 à Maastricht.

## Géographie
Wolder bordé au nord par le quartier de Daalhof, à l'est par le quartier de Campagne, dans le sud par le quartier Sint-Pieter et à l'ouest se trouve la frontière avec la Belgique.
Wolder situé dans le sud-ouest de la ville de Maastricht, sur la route menant à Tongres, la Tongerseweg, à la frontière avec Vroenhoven (commune de Riemst) en Belgique.

## Histoire
L'ancienne voie de communication entre les deux villes, la voie romaine, se trouve dorénavant au nord de Wolder, dans le quartier de Daalhof. La Tongerseweg a été construite entre 1804 et 1813. Wolder est sur une petite élévation, au sud-est Louwberg et Cannerberg. 
Le 30 juin, cinq jours après la mort de d’Artagnan, Maastricht capitulait. On a longtemps pensé que sa dépouille avait été inhumée aux pieds des remparts  de la ville. Mais, la découverte récente de documents a permis d'établir qu'environ 255 officiers et soldats français, morts lors du siège, avaient été ensevelis dans l'église de Wolder ou dans son cimetière, ce que confirment aussi les nombreux ossements retrouvés lors de la rénovation de l'édifice au XIXe siècle.
Par tradition, les officiers décédés sur un champ de bataille étaient inhumés dans l’église accessible la plus proche en attendant une éventuelle translation de la dépouille. Or, à l'époque des faits,  les troupes françaises avaient leurs quartiers dans le village de Wolder distant de 3 kilomètres de Maastricht.
On peut donc raisonnablement penser que d'Artagnan ne fit pas exception à la règle, qu'il y fut donc inhumé et/ou qu'il y repose toujours. Toutefois, faute de preuves irréfutables, les fouilles, qui nécessiteraient d'endommager le sol de l'église,  ne sont pas autorisées à ce jour. En attendant, sa tombe reste un mystère.

## Services
Wolder compte un nombre limité de boutiques et de services de restauration. Il y a une église, l'église Saint-Pierre-et-Saint-Paul et une école primaire. Il y a aussi un complexe sportif ou joue le club amateur du RKSV Leonidas-W.
Le quartier est bien desservi par les transports en commun : le bus numéro 3 de Veolia y a son terminus, et la ligne de bus 62.

## Sources
- (nl) Cet article est partiellement ou en totalité issu de l’article de Wikipédia en néerlandais intitulé « Wolder » (voir la liste des auteurs).

## Compléments